# Список монархів Камбоджі
Король Камбоджі — монарх і голова держави Камбоджа з 9-го століття по 1970 р. і з 24 вересня 1993 р. З початку 9 ст. до 1431 р. держава звалася Камбуджадеша а далі просто Камбоджа. В 1863—1953 роках, коли Камбоджа перебувала під владою Франції, влада короля була обмежена французькими адміністраторами. З проголошенням незалежності Камбоджі у 1953 р. влада короля була обмежена конституцією, проте король Нородом Сіанук не задовольнявся представницькою роллю і в період 1945—1970 рр. кілька разів ще й був прем'єр-міністром Камбоджі, тобто мав реальну владу в країні. З 1970 по 1993 Камбоджа була республікою. 24 вересня 1993 р. Камбоджа знову проголошена конституційною монархією.

## Список королів Камбоджі

### Камбуджадеша
- 802—850 — Джаяварман II
- 850—877 — Джаяварман III
- 877—889 — Індраварман I
- 889—900 — Ясоварман I
- 900—923 — Гаршаварман I
- 923—928 — Ішанаварман II
- 928—941 — Джаяварман IV
- 941—944 — Гаршаварман II
- 944—968 — Раджендраварман II
- 968—1001 — Джаяварман V
- 1001—1002 — Удаядітьяварман I
- 1002—1011 — Джаявіраварман
- 1002—1050 — Сур'яварман I
- 1050—1066 — Удаядітьяварман II
- 1066 — 1080 — Гаршаварман III
- 1080 — 1107 — Джаяварман VI
- 1107—1113 — Дгараніндраварман I
- 1113—1150 — Сур'яварман II
- 1150—1160 — Дгараніндраварман II
- 1160—1166 — Ясоварман II
- 1166—1181 — Трібгуванадітьяварман
- 1181—1219 — Джаяварман VII
- 1219—1243 — Індраварман II
- 1243—1295 — Джаяварман VIII
- 1295—1308 — Індраварман III
- 1308—1327 — Індраджаяварман
- 1327—1336 — Джаяварман Парамешвара
- 1336—1340 — Неай Трасак Паем Чай
- 1340—1346 — Ніппан Бат
- 1417—1421 — Баром Соккороч

### Камбоджа
- 1421—1463 — Понхеа Ят
- 1463—1468 — Норей Раматуппдей
- 1468—1477 — Рачеа Раматуппдей
- 1474—1494 — Томмо Рачеа I
- 1494—1512 — Дамкат Соконтор
- 1504—1516 — Неай Кан
- 1516—1566 — Анг Чан I
- 1566—1576 — Баром Рачеа I
- 1576—1594 — Четта I
- 1594—1596 — Про Рама
- 1596—1599 — Баром Рачеа II
- 1599—1600 — Баром Рачеа III
- 1600—1603 — Каєв Хуа
- 1603—1618 — Баром Рачеа IV
- 1618—1627 — Четта II
- 1627—1642 — Утай
- 1642—1658 — Раматіпаді
- 1658—1672 — Баром Рачеа V
- 1672—1673 — Четта III
- 1673—1674 — Анг Чей
- 1674—1675 — Анг Нон II
- 1675—1695 — Четта IV
- 1695—1696 — Пра Утай I
- 1696—1699 — Четта IV (вдруге)
- 1699—1701 — Анг Ем
- 1701—1702 — Четта IV (втретє)
- 1702—1703 — Томмо Рачеа III
- 1703—1706 — Четта IV (вчетверте)
- 1706—1710 — Томмо Рачеа III (вдруге)
- 1710—1722 — Анг Ем (вдруге)
- 1722—1738 — Сатта II
- 1738—1747 — Томмо Рачеа III (втретє)
- 1747—1749 — Анг Тонг
- 1749 — Сатта II (вдруге)
- 1749—1755 — Четта V
- 1755—1758 — Анг Тонг (вдруге)
- 1758—1775 — Пра Утай II
- 1775—1779 — Анг Нон III
- 1779—1796 — Анг Енг
- 1796—1806 — Пок (регент)
- 1806—1834 — Анг Чан II
- 1834—1841 — Анг Мей
- 1841—1860 — Анг Дуонг
- 1860—1904 — Нородом I
- 1904—1927 — Сісават
- 1927—1941 — Манівон
- 1941—1955 — Нородом Сіанук
- 1955—1960 — Нородом Сурамаріт
- 1960—1970 — Нородом Сіанук (вдруге)
- 1993—2004 — Нородом Сіанук (втретє)
- 2004 — і дотепер — Сіамоні Нородом